# Olli Tukiainen
Olli «Ollie» Tukiainen (Helsinki, 8 de abril de 1976) es un músico finlandés y guitarrista de Poets of the fall, quien antes de ingresar a este grupo compuso canciones para la banda Playground junto a Marko Saaresto. Poco después, Kaarlonen los reúne, y a quien Saaresto conocía por intermedio de su amigo Sami Järvi, más conocido como Sam Lake, escritor del popular videojuego Max Payne.
Olli también participó junto a Marko en las canciones King See No Evil y Lucky Star de la banda Phoenix Effect.

## Discografía
- Signs of Life (2005, Insomniac)
- Carnival of Rust (2006, Insomniac)
- Revolution Roulette (2008, Insomniac)
- Twilight Theater (2010, Insomniac)
- Temple of Thought (2012, Insomniac)
- Jealous Gods (2014, Insomniac)